# Banco24Horas
O Banco24Horas é uma empresa de soluções financeiras, que possui mais de 150 instituições parceiras, com mais de 24 mil caixas eletrônicos presentes em mais de 900 cidades brasileiras. É um serviço da empresa TecBan para o mercado dos bancos caracterizado pela oferta de acesso nos terminais automáticos ao serviço de saques, cadastro de recarga para telefone pré-pago, pagamentos, consulta de saldos e extratos, entre outros serviços. O nome Banco24Horas é uma marca registrada da TecBan. Como o Banco Central requer que todos bancos disponibilizem 4 saques gratuitos para contas corrente e poupança de pessoas físicas, muitos bancos conveniados disponibilizam estes saques por meio da rede Banco24Horas.
Atualmente atende 145 milhões de brasileiros, o que corresponde a 70% do Produto Interno Bruto do Brasil.

## Histórico

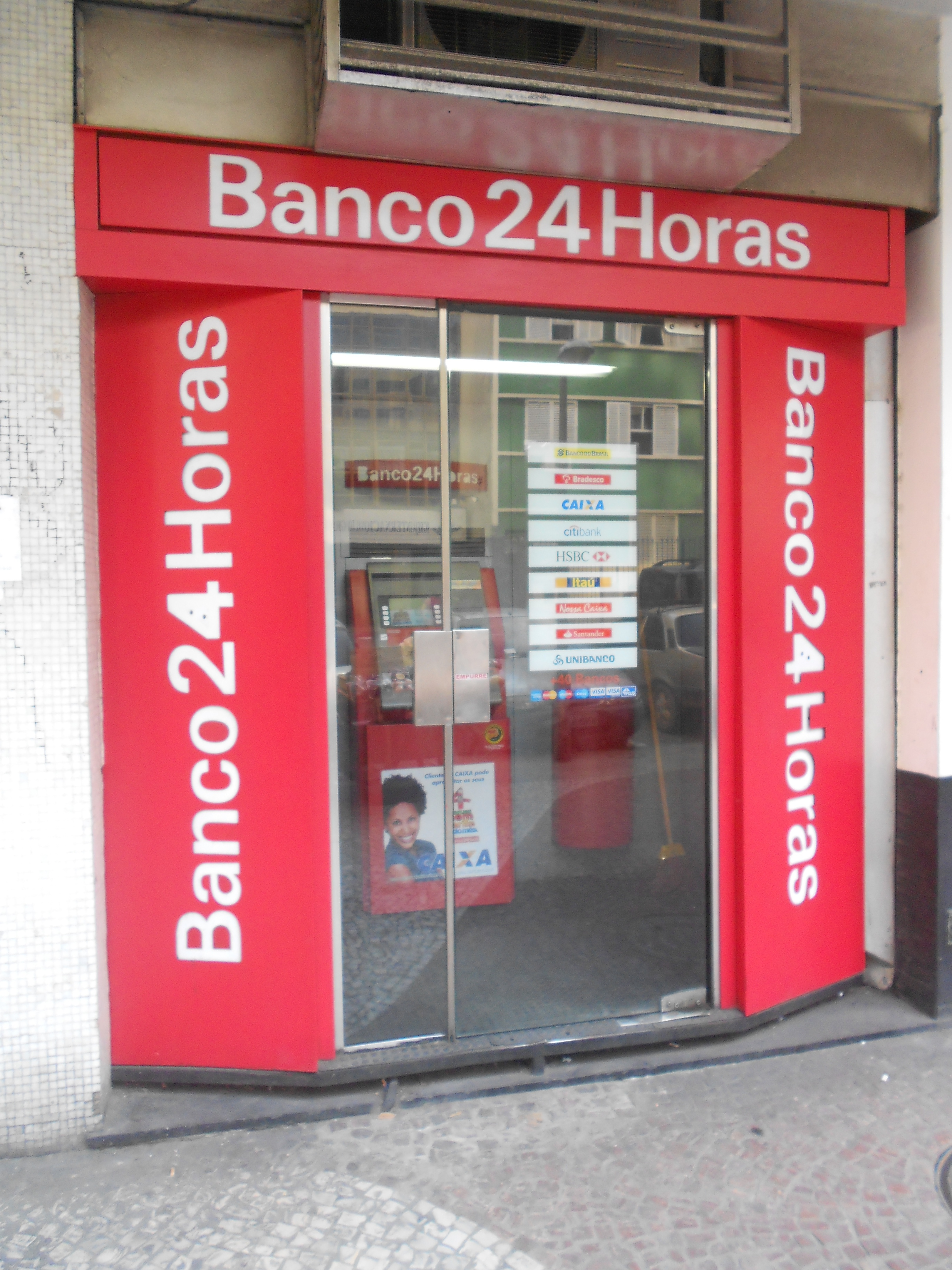
Agência do Banco24Horas no Rio de Janeiro.

Tem como principais acionistas os maiores bancos brasileiros, onde o Itaú Unibanco detém 31,58%, Bradesco 25,33%, Santander 20,82%  e Banco do Brasil 13,53%. Também são acionistas a Caixa Econômica Federal (Caixa Participações) (10%) e Banorte (liquidação extra judicial) (2,78%).
Durante o racionamento de energia entre os anos de 2001 e 2002 no Brasil, também conhecido como "Apagão", os caixas 24h passaram a funcionar apenas das 6h as 22h. Em Março de 2002, mês seguinte após o fim do racionamento, os caixas puderam voltar a funcionar 24 horas por dia mas a Febraban manteve o funcionamento por apenas 16 horas diárias.
Em setembro de 2019, a TecBan anunciou a construção de um sistema para bancos digitais terem acesso à rede de caixas eletrônicos Banco24Horas com redução de custos para operações bancárias, como saques. A ideia é que fintechs, bancos sociais e instituições de pagamento criem uma conexão direta com a TecBan, detentora da rede nacional multibanco.

## Bancos atendidos no Banco24Horas[1]
- Banco da Amazônia
- Banco do Brasil
- Banco Inter
- Banco do Nordeste
- Banco Topázio
- Banco BV
- Banese
- Banestes
- Banpará
- Banrisul
- Banco BMG
- Bradescard
- Bradesco
- Banco de Brasília
- C6 Bank
- Caixa Econômica Federal
- Carrefour Soluções Financeiras
- CCB China Construction Bank
- Cetelem
- Banco Digio
- Banco Digimais
- Itaú Unibanco
- Banco Mercantil do Brasil
- Banco Original
- Agibank
- Banco PAN
- Citibank
- Policard
- Porto Seguro Cartões
- Banco Safra
- Santander
- Nubank
- Sicoob
- Sicredi
- Next
- Superdigital
- Wex
- UP Brasil
- Mercado Pago
- Pag!
- Losango

## Bandeiras atendidas no Banco24Horas[1]
- Alelo
- American Express
- Diners Club
- Elo
- MasterCard
- MasterCard Maestro
- Visa